# Gornja Glina
Gornja Glina is een plaats in de gemeente Slunj in de Kroatische provincie Karlovac. De plaats telt 295 inwoners (2001).